# Аканбурлик
Аканбурли́к (каз. Ақанбұрлық) — село у складі Айиртауського району Північноказахстанської області Казахстану. Входить до складу Константиновського сільського округу, раніше входило до складу ліквідованої Куспецької сільської ради.
Населення — 223 особи (2021; 293 у 2009, 365 у 1999, 487 у 1989).
Національний склад станом на 1989 рік:
- росіяни — 67 %.

До 2009 року село називалось Акканбурлук.